# Defensa Bogoindia
|       |       |       |       |       |       |       |       |       |  |
|       | a8 rd | b8 nd | c8 bd | d8 qd | e8 kd | f8    | g8    | h8 rd |  |
| a7 pd | b7 pd | c7 pd | d7 pd | e7    | f7 pd | g7 pd | h7 pd |       |  |
| a6    | b6    | c6    | d6    | e6 pd | f6 nd | g6    | h6    |       |  |
| a5    | b5    | c5    | d5    | e5    | f5    | g5    | h5    |       |  |
| a4    | b4 bd | c4 pl | d4 pl | e4    | f4    | g4    | h4    |       |  |
| a3    | b3    | c3    | d3    | e3    | f3 nl | g3    | h3    |       |  |
| a2 pl | b2 pl | c2    | d2    | e2 pl | f2 pl | g2 pl | h2 pl |       |  |
| a1 rl | b1 nl | c1 bl | d1 ql | e1 kl | f1 bl | g1    | h1 rl |       |  |
|       |       |       |       |       |       |       |       |       |  |

La Defensa Bogoindia (ECO E11) se debe al genio del GM ruso Eufim Bogóljubov. La idea de 3.... Ab4+ es cambiar piezas y simplificar la posición, lo que —en teoría— favorece la defensa. El problema que tiene tan temprano cambio de piezas es que el negro se deshace, un tanto prematuramente, de su alfil de casillas negras. Además, lo normal es el fianchetto del alfil de dama en b7. Para compensar la falta debe colocar sus peones en casillas negras; y deberá jugar con precisión toda la partida. No obstante, las blancas no alcanzan una ventaja tan clara y con tanta facilidad como se pudiera pensar. Es una defensa poco utilizada, por lo que quien la elige debe de conocer bien todos sus «trucos».
Línea principal
1.d4 Cf6
2.c4 e6
3.Cf3 Ab4+
1.d4 Cf6 2.c4 e6 3.Cf3 Ab4+ 4.Ad2 De7
1.d4 Cf6 2.c4 e6 3.Cf3 Ab4+ 4.Ad2 Axd2+ 5.Dxd2 b6 6.g3 Ab7 7.Ag2 0-0 8.Cc3 Ce4 9.Dc2 Cxc3 10.Cg5
1.d4 Cf6 2.c4 e6 3.Cf3 Ab4+ 4.Cbd2
1.d4 Cf6 2.c4 e6 3.Cf3 Ab4+ 4.Cc3